# Жан де Люксембург-Суассон
Жан де Люксембург (фр. Jean de Luxembourg; 1437 — 22 июня 1476, Муртен, Фрибур) — граф де Марль и де Суассон, бургундский военачальник, рыцарь ордена Золотого руна.

## Биография
Старший сын коннетабля Франции Луи де Люксембурга и Жанны де Бар, графини де Марль и де Суассон.
После смерти матери в 1462 унаследовал графства Марль и Суассон. В 1473 на капитуле в Валансьене был принят Карлом Смелым в число рыцарей ордена Золотого руна. 
Земли его отца, казненного за измену, были конфискованы Людовиком XI, и Жан не мог вступить во владение. Погиб в 1476 в битве при Муртене.
Жан де Люксембург не был женат, и его владения унаследовал брат Пьер II де Люксембург-Сен-Поль.